# North Shoebury
North Shoebury – osada w Anglii, w Esseksie, w dystrykcie (unitary authority) Southend-on-Sea. Leży 30.2 km od miasta Chelmsford i 60.4 km od Londynu. W 1931 roku civil parish liczyła 403 mieszkańców.